# КВ-3
КВ-3 («Об'єкт 223») — радянський експериментальний важкий танк.
Виготовлення першого прототипу танка КВ-3 було розпочато навесні 1941 року. Для нової артилерійської системи, яка не вміщувалася у башту серійного танка КВ-1, довелося почати розробку нової башти, що мала розширений погон. Крім того, башта набула конічної форми, яка підвищувала снарядостійкість башти. Через збільшення ваги довелося подовжити ходову частину, за рахунок додавання одного опорного котка і четвертого підтримуючого ролика. При цьому, найважливіші агрегати танка, як підвіска, двигун, трансмісія, а також системи охолодження і змащення, майже без змін перейшли від танка КВ-1. Для машини, що значно поважчала, дана «наступність» на користь не пішла б, особливо якщо врахувати проблеми з експлуатацією танків КВ перших серій, проте на проектування та хід спорудження даний фактор впливав побічно.
Танк мав на озброєнні гармату 107-мм ЗіС-6 (рос. ЗиС-6) та 3 кулемети ДТ-29.